# 乳山市
乳山市（にゅうざん-し）は、中華人民共和国山東省威海市に位置する県級市。1993年、乳山県より、県級市に昇格。

## 行政区画
- 街道:城区街道
- 鎮:夏村鎮、乳山口鎮、海陽所鎮、白沙灘鎮、大孤山鎮、南黄鎮、馮家鎮、下初鎮、午極鎮、育黎鎮、崖子鎮、諸往鎮、乳山寨鎮、徐家鎮